# Adiwasi

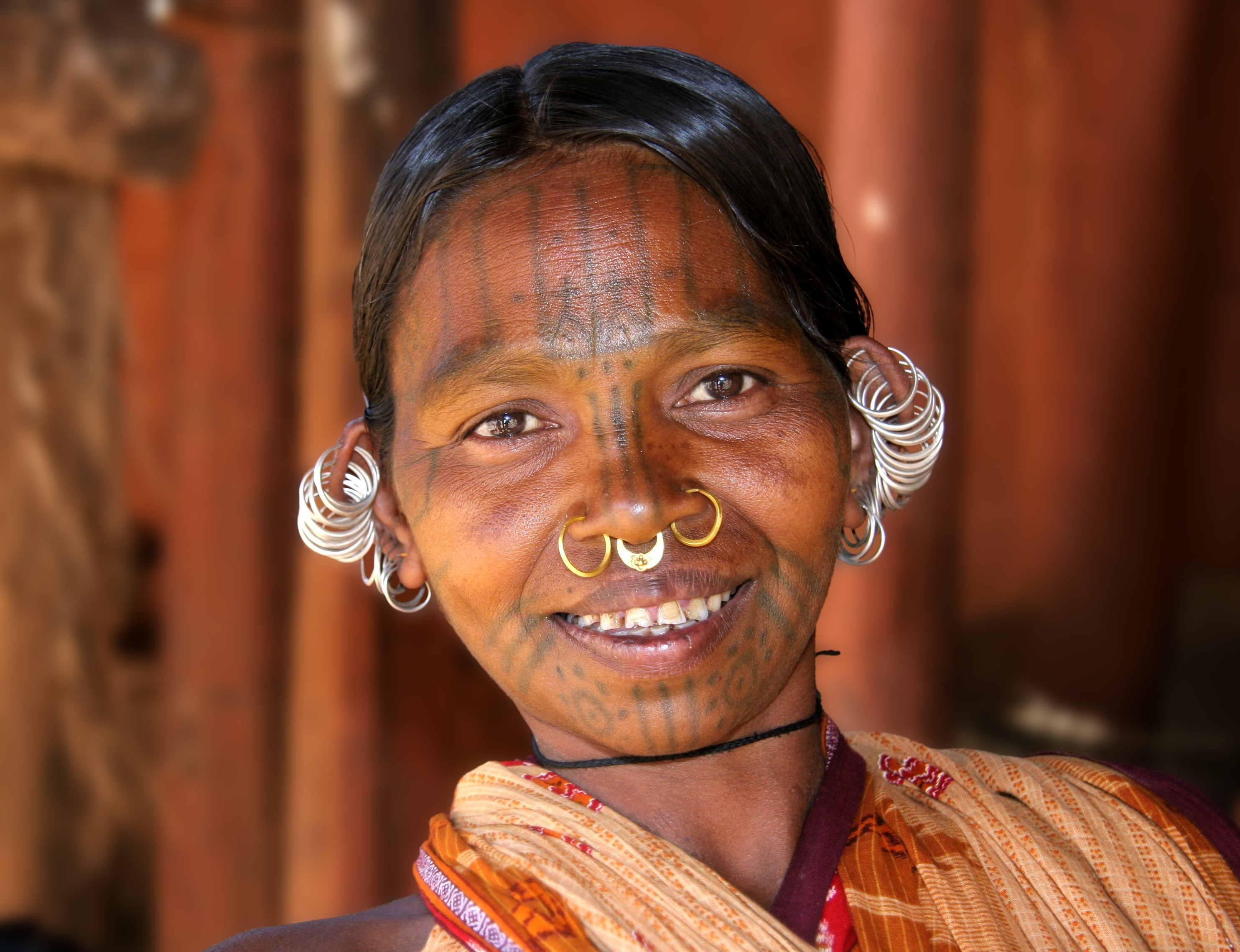
Kobieta ze stanu Orisa, należąca do grupy Khond

Adiwasi (dewanagari आदिवासी, trl. Ādivāsī, dosł. „pierwsi mieszkańcy”) – zbiorcze określenie grupy rdzennej ludności zamieszkującej Indie, należącej do różnych plemion i mówiących różnymi językami. 

## Etymologia
Słowo ādivāsī to wyrażenie pochodzenia sanskryckiego. Składa się z dwóch wyrazów:
1. adi – pierwszy
2. wasi – mieszkaniec[1].

Inne określenia Adiwasi to m.in. 
- mieszkańcy lasów (sanskryt Atavika),
- ludzie z gór (Girijan) czy
- Vanvasi[2].

## Rozmieszczenie geograficzne
Adivasi są szczególnie liczni w stanach: Orisa, Madhya Pradesh, Chhattisgarh, Radżastan, Gujarat, Maharashtra, Andhra Pradesh, Bihar, Jharkhand, Bengal Zachodni.

## Religia
Adivasi posiadają swoją własną religię, która znacząco różni się od islamu i hinduizmu. W XIX w. znaczna część z nich przyjęła chrześcijaństwo, mimo to konwertyci nie zostali odrzuceni przez resztę społeczności plemiennej.

## Kryteria przynależności

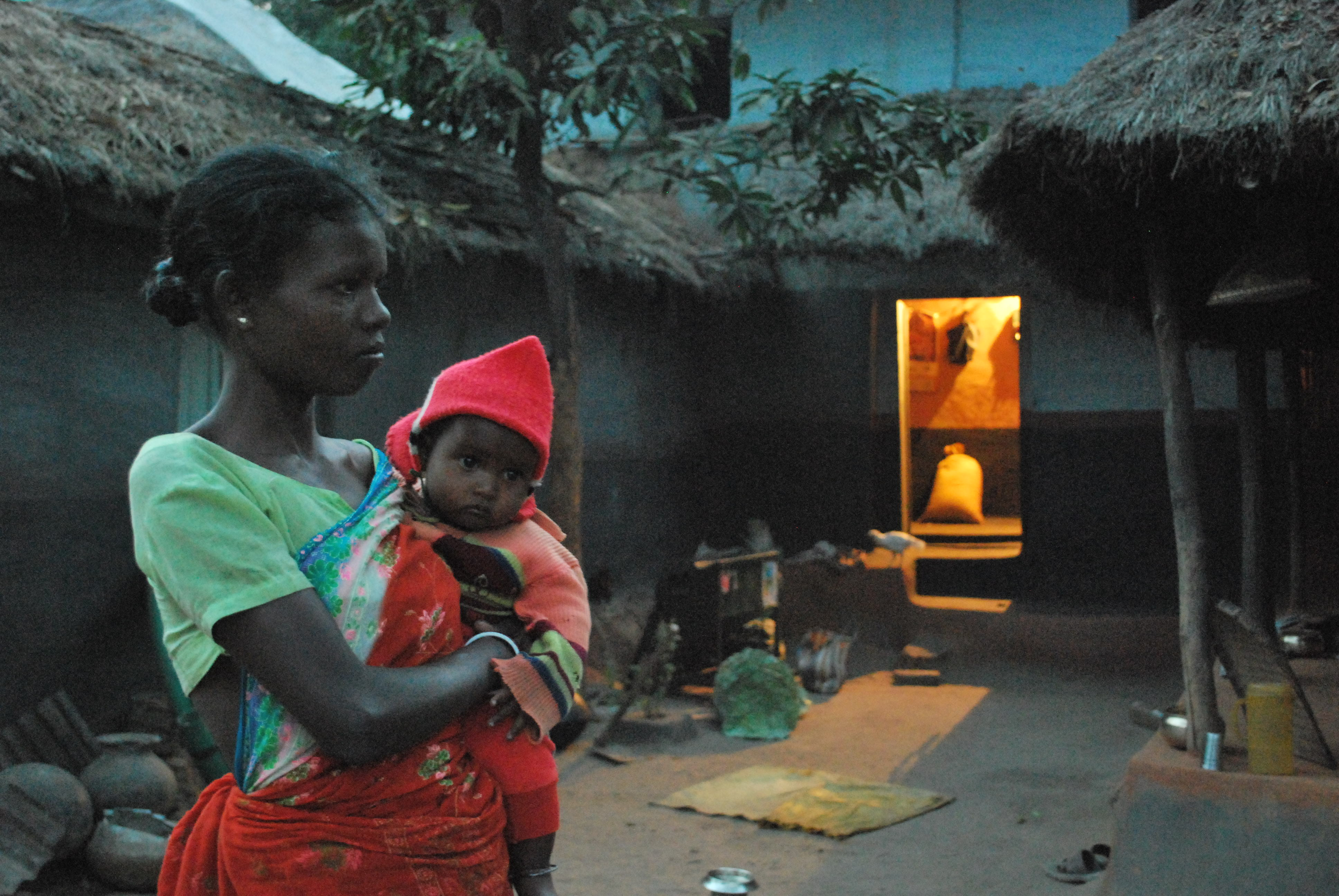
Matka z dzieckiem

W przeciwieństwie do systemu kastowego, który jest tylko zespołem miejscowych relacji społecznych i gospodarczych, Adivasi zachowali pierwotną strukturę plemienną, której głównym założeniem jest stworzenie samowystarczalnej wspólnoty. Dla większości z nich prawo do użytkowania ziemi wynika z przynależności do plemienia. Ponadto nie uznają oni żadnej  władzy zewnętrznej, oprócz tej, która istnieje wewnątrz ich grupy.
O tym, czy daną grupę ludności w Indiach zalicza się do Adivasi, nie decydują tylko takie cechy jak np. język, religia czy kultura. W niektórych regionach, gdzie doszło do wymieszania się ludności, Adivasi przejęli miejscowe języki. Kryteria przynależności plemiennej są bardzo płynne, o czym świadczą m.in. dane ze spisów powszechnych. W 1931 społeczność Adivasi liczyła według oficjalnych danych 22 mln, w 1941 tylko 10 mln, ale już w 1961 30 mln, a w 1991 ok. 68 mln. Te zmieniające się dane świadczą o ciągłej ewolucji tej grupy ludności Indii oraz o ciągłych przemianach świadomości plemiennej.

## Tryb życia
Tradycyjny tryb życia Adivasi, opierający się na uprawie roli przy wykorzystaniu systemu żarowego, jest coraz bardziej zagrożony przez przemysłową eksploatację lasów oraz zintensyfikowane rolnictwo. Struktura plemienna – a więc podstawowe kryterium przynależności do Adivasi – zachowała się głównie w rejonach trudno dostępnych i zalesionych.

## Adiwasi w filmie
- Saaya
- Aakrosh
- Raawan
- Raavanan
- Jait Re Jait